# ゲーム真面目さん
『ゲーム真面目さん』（ゲームまじめさん）は、2023年8月11日（10日深夜）から9月15日（14日深夜）まで、テレビ東京系列（3局ネット）で毎週金曜1時00分から1時30分（木曜深夜25時00分から25時30分）に放送されていたゲームバラエティ番組である。

## 概要
当番組のコンセプトは「名作ゲームにアカデミックに迫り、令和をときめくアイドルが真面目にゲームクリアを目指す、スーパーハード教養ゲームバラエティ」である。
毎回過去の名作ゲームをテーマに選び、そのゲームの背景情報などについてゲームライター、大学教授などの専門家やその名作ゲームに携わったスタッフなどがアカデミックに解説するパートと、ゲストの女性アイドルがその名作ゲームに設けられた課題をクリアするためにゲームプレイをするパートがある。解説ゲストは基本的にはVTR出演となる。
ゲストの女性アイドルはテーマとなる名作ゲームについて課されたミッションをクリアすべくゲームプレイをする。番組MCは存在せず、アイドルのゲームプレイ中に助言を送ったり応援をする役割は番組スタッフが担っている。
なお、ゲストの女性アイドルは番組内において「名字+真面目」と呼称され、ナレーションでも「名字+真面目」で呼ばれる。例を挙げると、梅澤美波（乃木坂46）は「梅澤真面目」、吉田綾乃クリスティー（乃木坂46）は「吉田真面目」と呼称される。
当番組はTVer、ネットもテレ東、U-NEXTにおいて見逃し配信がなされた。また、YouTubeでも期間限定配信がされていた。
当初の予定通り全6回放送で終了となった。

## 出演者
アイドルゲスト
- #1：梅澤美波（乃木坂46）、弓木奈於（乃木坂46）、冨里奈央（乃木坂46）
- #2：中西アルノ（乃木坂46）、吉田綾乃クリスティー（乃木坂46）、弓木奈於（乃木坂46）
- #3：佐々木舞香（=LOVE）、齋藤樹愛羅（=LOVE）、野口衣織（=LOVE）
- #4：谷崎早耶（≠ME）、鈴木瞳美（≠ME）、冨田菜々風（≠ME）
- #5：菅田愛貴（超ときめき♡宣伝部）
- #6：吉田綾乃クリスティー（乃木坂46）、岩本蓮加（乃木坂46）

※ 各回にVTR出演する解説ゲストについては放送リスト参照。

## 放送リスト
| # | 放送日             | ゲームテーマ        | アイドルゲスト                                                                   | 解説ゲスト（VTR出演） | 出典              |
| - | ------------------ | ------------------- | -------------------------------------------------------------------------------- | --- | ----------------- |
| 1 | 2023年 8月10日深夜 | メタルギアソリッド3 | 梅澤美波（乃木坂46）、 弓木奈於（乃木坂46）、 冨里奈央（乃木坂46）               | クラベ・エスラ（IGN JAPAN、ゲームライター）、 伊藤剛（明治大学政治経済学部教授）、 ぶらっきー（メタルギアシリーズのRTAトップランナー）                                  | [ 3 ] [ 4 ] [ 5 ] |
| 2 | 8月17日深夜        | メタルギアソリッド3 | 中西アルノ（乃木坂46）、 吉田綾乃クリスティー（乃木坂46）、 弓木奈於（乃木坂46） | 三代川正（ファミ通.com編集長）、 毛利元貞（近接戦闘術(CQC)講師、 メタルギアシリーズのモーションキャプチャー担当）、 ぶらっきー（メタルギアシリーズのRTAトップランナー） | [ 5 ] [ 6 ]       |
| 3 | 8月24日深夜        | シェンムー          | 佐々木舞香（=LOVE）、 齋藤樹愛羅（=LOVE）、 野口衣織（=LOVE）                    | クラベ・エスラ（IGN JAPAN、ゲームライター）、 三代川正（ファミ通.com編集長）、 明田川進（マジックカプセル、 シェンムーの音声収録ディレクション担当）                    | [ 7 ] [ 8 ]       |
| 4 | 8月31日深夜        | 大神                | 谷崎早耶（≠ME）、 鈴木瞳美（≠ME）、 冨田菜々風（≠ME）                            | 三代川正（ファミ通.com編集長）、 近藤嶺（T's MUSIC、大神の音楽担当） | [ 9 ] [ 10 ]      |
| 5 | 9月7日深夜         | ICO                 | 菅田愛貴（超ときめき♡宣伝部）                                                    | 三代川正（ファミ通.com編集長） | [ 11 ] [ 12 ]     |
| 6 | 9月14日深夜        | ロックマンX2        | 吉田綾乃クリスティー（乃木坂46）、 岩本蓮加（乃木坂46）                          | MCU（KICK THE CAN CREW、 ロックマン歴35年以上） | [ 13 ] [ 14 ]     |

## ネット局
| 放送期間                                        | 放送日時                     | 放送局              | 対象地域   | 備考   |
| ----------------------------------------------- | ---------------------------- | ------------------- | ---------- | ------ |
| 2023年8月11日（10日深夜） - 9月15日（14日深夜） | 金曜 1:00 - 1:30（木曜深夜） | テレビ東京（TX）    | 関東広域圏 | 制作局 |
|                                                 |                              | テレビ北海道（TVh） | 北海道     |        |
|                                                 |                              | TVQ九州放送（TVQ）  | 福岡県     |        |

## スタッフ
- ナレーション：中川聡（テレビ東京アナウンサー）
- 構成：池谷勇太、村城大輔
- CAM：生山果音（#1）、餅原信一郎（#2・4）、室屋優樹（#3・5・6）
- 編集：細谷広大
- MA：坂入寛章
- 音響効果：田口弘記
- 技術協力：BULL BULL（#1）、aaiスタジオ、Day book（#2 - 6）
- 撮影協力：龍宮城スパホテル三日月（#5）
- 衣装協力：eije（#1・2）、銀座かねまつ（#1・2）、RANDA（#1・2）、WILLSELECTION（#1・2）、TITTY&CO.（#1・2）、Witch me（#1・2・4）、COTOMONO MARCHE CRAFT JEWELRY（#3・4）、JILL by JILL STUART（#3）、31 Sons de mode（#3）、Limue（#3）、Darich（#4）、one after another NICE CLAUP（#4）、MIRO AMURETTE（#4）、SNIDEL（#4）、Tnewties（#5）
- タイトル・CG：ツツミヒデアキ（STUDIO KAIBA）
- デスク：出家李紅
- AD：鈴木愛、本庄司（#3 - 6）
- ディレクター：林昇平、柿木優輝
- プロデューサー：風見裕子、鈴木晴遼
- 企画・演出・プロデューサー：岩下裕一郎
- チーフプロデューサー：星俊一
- 制作協力：オクタゴン
- 製作著作：テレビ東京

## テーマソング
- オープニング・エンディングテーマソング：STUTS「Renaissance Beat」[16]

## 備考
- 当番組のオープニング・エンディングテーマソングとなるSTUTS「Renaissance Beat」は構成の池谷勇太が選曲した。池谷によると、「Renaissance」（ルネサンス）は日本語で「文化の復興・見直し」を意味しており、日本が誇る文化「レジェンドゲーム」を令和の時代に復興し見直すという志で当番組のテーマソングに選んだという[16]。